# Список банков, лишённых лицензии в 2024 году (Россия)
В список включены все кредитные организации России, у которых в 2024 году была отозвана или аннулирована лицензия на осуществление банковской деятельности.
За 2024 год Центральный банк Российской Федерации аннулировал лицензии у 7 банков и 1 одной расчетной небанковской кредитной организации (РНКО).

## Легенда
В связи с минимумом строк список не разбивался по кварталам (как это было сделало в предыдущие годы).
Таблица:
- Дата — дата отзыва/аннулирования лицензии.
- Приказ — номер приказа или иного документа об отзыве/аннулировании лицензии.
- Регион — населённый пункт или регион регистрации банка.
- АСВ — является ли кредитная организация участником системы страхования вкладов.
- Причины — основные причины отзыва или аннулирования лицензии.

Сокращения:
- АБ — акционерный банк.
- АО — акционерное общество.
- КБ — коммерческий банк.
- НКО — небанковская кредитная организация.
- ООО — общество с ограниченной ответственностью.
- ПАО — публичное акционерное общество.
- РНКО — расчётная небанковская кредитная организация.

Выделение строк цветом:
- — выделение светло-зелёным цветом означает, что лицензия организации была аннулирована.
- — выделение светло-жёлтым цветом означает, что лицензия организации была отозвана.

## Таблица
В разделе приведены все кредитные организации, у которых в 2024 году была отозвана или аннулирована лицензия.
| Наименование                 | Основ. | Лиц.   | Дата       | Приказ        | Регион           | АСВ | Причина | Прим.         |
| ---------------------------- | ------ | ------ | ---------- | ------------- | ---------------- | --- | --- | ------------- |
| АО «СМП Банк»                | 2001   | 3368   | 01.01.2024 | 2247799000018 | Москва           | Да  | Прекращение деятельности в связи с реорганизацией в форме присоединения к ПАО «Промсвязьбанк». | [ 3 ] [ 4 ]   |
| ООО РНКО «ЮСиЭс»             | 2021   | 3541-К | 02.02.2024 | ОД-165        | Москва           | Да  | Прекращение деятельности в порядке добровольной ликвидации. | [ 5 ] [ 6 ]   |
| КИВИ Банк (АО)               | 1993   | 2241   | 21.02.2024 | ОД-266        | Москва           | Нет | В соответствии с п. п. 6 и 6.1 статьи 20 ФЗ «О банках и банковской деятельности»: финансовая организация нарушала федеральные законы, регулирующие банковскую деятельность, а также нормативные акты Банка России, систематически допускала нарушения требований законодательства в области противодействия легализации (отмыванию) доходов, полученных преступным путем, и финансированию терроризма. | [ 7 ] [ 8 ]   |
| ООО КБ «Гефест»              | 1990   | 1046   | 28.02.2024 | ОД-321        | Кимры            | Да  | В соответствии с п. п. 6 и 6.1 статьи 20 ФЗ «О банках и банковской деятельности»: финансовая организация нарушала федеральные законы, регулирующие банковскую деятельность, а также нормативные акты Банка России, допускала нарушения требований законодательства в области противодействия легализации (отмыванию) доходов, полученных преступным путем, и финансированию терроризма. | [ 9 ] [ 10 ]  |
| «Банк Стрела» АО             | 1992   | 2152   | 22.03.2024 | ОД-438        | Москва           | Да  | В соответствии с п. п. 6 и 6.1 статьи 20 ФЗ «О банках и банковской деятельности»: кредитная организация нарушала федеральные законы, регулирующие банковскую деятельность, а также нормативные акты Банка России, допускала нарушения требований нормативных актов Банка России в области противодействия легализации (отмыванию) доходов, полученных преступным путем, и финансированию терроризма. Информация о проводившихся кредитной организацией операциях, имеющих признаки совершения уголовно наказуемых деяний, направлена Банком России в правоохранительные органы. | [ 11 ] [ 12 ] |
| АО «Автоградбанк»            | 1991   | 1455   | 17.06.2024 | ОД-947        | Набережные Челны | Да  | В соответствии с п. п. 6 и 6.1 статьи 20 ФЗ «О банках и банковской деятельности»: кредитная организация нарушала федеральные законы, регулирующие банковскую деятельность, а также нормативные акты Банка России, опускала нарушения требований законодательства в области противодействия легализации (отмыванию) доходов, полученных преступным путем, и финансированию терроризма. | [ 13 ] [ 14 ] |
| Джей энд Ти Банк (АО)        | 1994   | 3061   | 01.07.2024 | 2247706311466 | Москва           | Нет | Прекращение деятельности в связи с реорганизацией в форме присоединения к АО «Реалист Банк». | [ 15 ] [ 16 ] |
| ООО «Америкэн Экспресс Банк» | 2005   | 3460   | 13.08.2024 | ОД-1290       | Москва           | Да  | Прекращение деятельности в порядке добровольной ликвидации. | [ 17 ] [ 18 ] |

### Комментарии
1. ↑  По инициативе Банка России, согласно требований статьи 20 Федерального закона «О банках и банковской деятельности».
2. ↑  По инициативе собственников компании или в порядке её реорганизации.